# A Vatikán zászlaja
A Vatikán zászlaja a világ két négyzet alakú lobogójának egyike (Svájc zászlaja mellett).

## Története
A mai lobogót, amely a föld legkisebb szuverén államának jelképe 1929. június 7-én fogadta el az újonnan létrejött Pápai Állam. XI. Piusz pápa ebben az évben írta alá Olaszországgal azt az államszerződést, miszerint a Vatikán ugyan jelentősen lecsökkent területtel, mégis független államként létezhet Róma szívében. A korábbi korokban (főként a 19. században) a Pápai Államot egy bíbor és arany színű lobogó szimbolizálta, amely alakjában és felosztásában is a maira hasonlított. A sárga szín a vallást szimbolizálja, míg a fehér a békét.

A Pápai Állam zászlaja 1803-ig
A Pápai Állam zászlaja 1803-tól 1825-ig
A Pápai Állam zászlaja 1825-től 1870-ig
A Római Köztársaság zászlaja az 1849-es forradalom alatt

## Leírása

A pápaság egyetemes jelképe

A négyszögletű zászló két egyenlő függőleges sávra oszlik. A zászlórúd felőli sáv aranysárga színű, míg a másik fehér. A fehér sávban található a miniállam címere, amelyet három motívum alkot. A címer felső részében látható a pápai tiara, amely abban a formájában lett megörökítve, ahogyan Piusz pápa pontifikátusa alatt használatban volt.
A címer központi figurája a két kulcs, amely Máté evangéliuma (16:19) alapján a mennyek országának kulcsait ábrázolja. Ezeket Jézus Krisztus adta át Szent Péternek a következő szavakkal: „És néked adom a mennyek országának kulcsait”. Miután a pápák Péter utódai a hivatalban, ezért az egyházfők lettek ezen kulcsok örökösei. Az egymást keresztező arany és ezüst színű kulcs a Vatikán szimbolikájában igen fontos momentum.
Egyrészt azért, mert a sárga és fehér sáv is a két kulcsra utal. A sárga sáv az arany színt, a fehér pedig az ezüstöt jelképezi. Másrészt a kulcsok gyakran igen fontos diplomáciai szerepet töltenek be. Amikor 1929-ben létrejött Vatikán és annak szimbólumai, valójában egy igen egyedi és különös szuverén állam jött létre. Tulajdonképpen kizárólag diplomáciai célokra alkalmazzák a miniállam lobogóját. Maga a Vatikán a hivatalos dokumentumok szerint azért jött létre független államként, mert így egyenrangú partner maradhat a többi állammal szembeni diplomácia terén. A klérus azonban különválasztotta Vatikán állam és a Szentszék fogalmát. Míg az elsőt egy apró, európai állam jelölésére használták és használják mind a mai napig, a Szentszék kifejezés utal az egyház egésze feletti hatalomra, és arra, hogy a pápa nem csupán a fél km²-es államon uralkodik, hanem az egész katolikus világon. Emiatt az országot a fentieknek megfelelően jelképezik, de amikor a pápa egyetemes hatalmáról van szó, akkor a két kulcs helyet cserél, és az ezüst kulcs fogója bal felől látható.
A kulcsokat egy vörös színű kötél köti össze, amelynek szimbolikája vitatott. Sokak szerint ez a papi életet szimbolizálja, amely összeköti a mennyek országát a földi élettel. Ugyanezt a szerepet tölti be a kulcsok fejénél a tiara hátsó szalagja is.